# Jiří Břeň
Jiří Břeň (21. ledna 1929, Liberec – 2. prosince 1995 Praha) byl český archeolog, který se zabýval především dobou laténskou.

## Kariéra

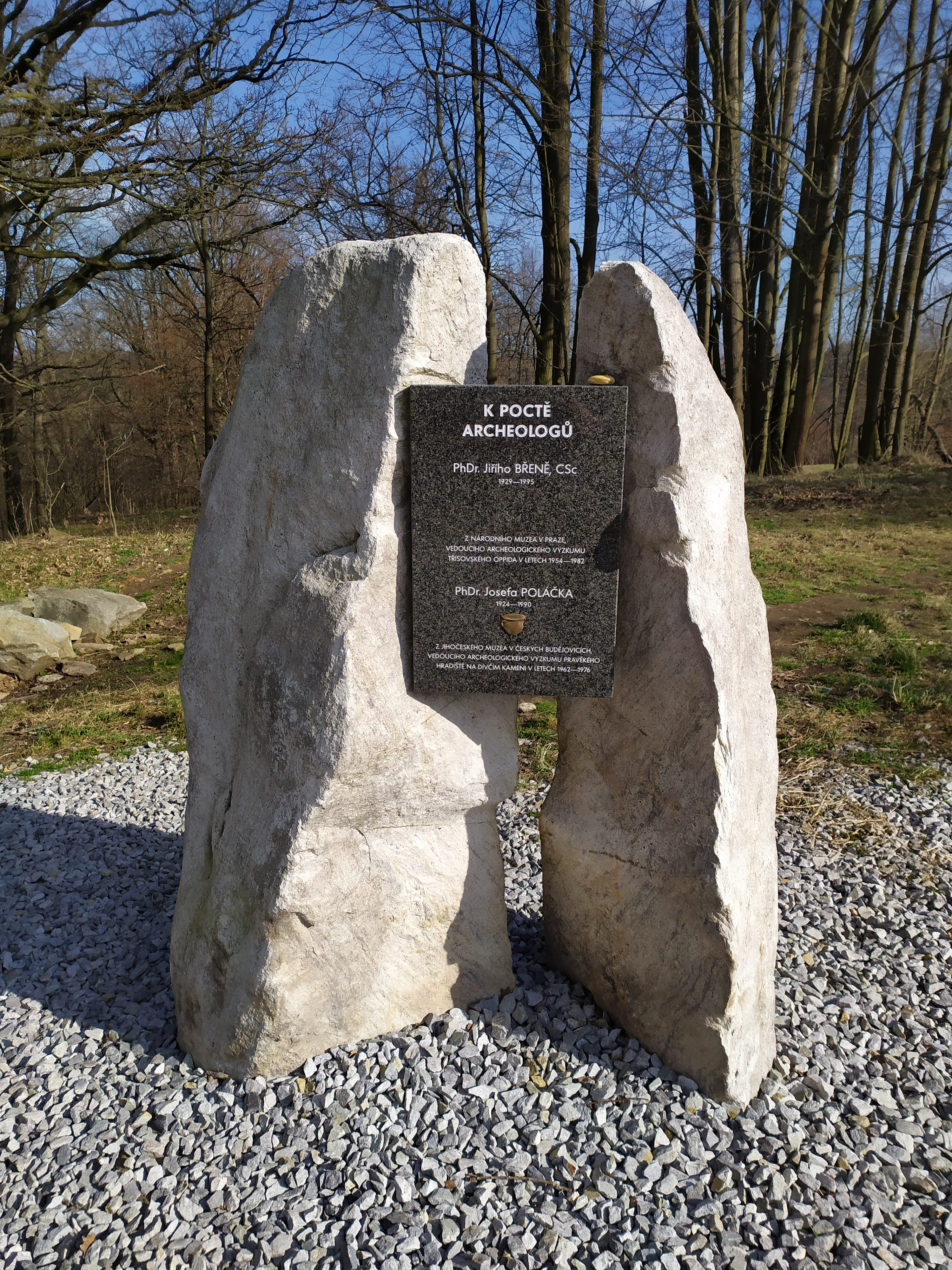
Památník archeologům Jiřímu Břeňovi a Josefu Poláčkovi umístěný poblíž keltského oppida v Třísově

V letech 1948–1952 vystudoval pravěkou a klasickou archeologii na Filozofické fakultě Univerzity Karlovy a od roku 1952 pracoval jako odborný asistent v prehistorickém oddělení Národního muzea, kde se zaměřoval na dobu laténskou, římskou a stěhování národů. Do roku 1969 spravoval také antickou sbírku a od 1. října 1978 v Národním muzeu vedl oddělení prehistorie a protohistorie.
Odborně se zabýval nejprve kostrovými hroby a importy zboží doby římské a později se věnoval problematice doby laténské. Podílel se na výzkumech hradiště na Sedle nebo oppid Stradonice a Třísov. Stal se korenspondujícím členem Německého archeologického ústavu v Berlíně a členem skupiny pro dějiny a kulturu Keltů při UNESCO. Díky tomu v letech 1982 a 1983 pracoval jako konzultant na Srí Lance.
Jeho manželka Věra Břeňová (*1935) je knihovnice a historička, zabývala se dějinami knihtisku i soudobými dějinami exilové literatury, zpracovala například bibliografii Viléma Prečana.